# Isaac Kiprono Songok
Isaac Kiprono Songok (* 25. April 1984 in Kaptel bei Kapsabet, Nandi District) ist ein kenianischer Mittel- und Langstreckenläufer.

## Leben
Der Jugend-Weltmeister von 2001 im 1500-Meter-Lauf wurde über dieselbe Distanz bei den Leichtathletik-Weltmeisterschaften 2003 in Paris/Saint-Denis Neunter und bei den Olympischen Spielen 2004 in Athen Zwölfter.
In der Folge wechselte er zum 5000-Meter-Lauf. Trotz formidabler Zeiten (im schnellsten Rennen des Jahres 2006 lief er, nur von Kenenisa Bekele geschlagen, 12:48,66 min) blieb ihm auch hier ein großer Erfolg bei internationalen Meisterschaften versagt, obwohl er sich bei den kenianischen Ausscheidungskämpfen gegen die harte nationale Konkurrenz durchsetzte: Bei den Weltmeisterschaften 2005 in Helsinki wurde er Zehnter, bei den Weltmeisterschaften 2007 in Osaka schied er im Vorlauf aus.
Als seine eigentliche Stärke erwies sich der Crosslauf. 2004 wurde er Siebter auf der Kurzstrecke der Crosslauf-Weltmeisterschaften, 2005 gewann er Bronze und 2006 dann Silber, wobei er nur eine Sekunde hinter dem Crosslauf-Weltmeisterschafts-Dauersieger Kenenisa Bekele blieb.
Isaac Kiprono Songok gehört der Ethnie der Nandi an und ist das zweite von sieben Kindern eines Kleinbauern. Er besuchte die St. Patrick’s High School in Iten, deren Leiter Brother Colm O’Connell sein Lauftalent entdeckte und förderte. Weitere Unterstützung erhielt er durch Bernard Lagat, der aus demselben Dorf stammt.

## Persönliche Bestzeiten
- 1500 m: 3:30,99 min, 6. August 2004, Zürich
- 1 Meile: 3:54,56 min, 20. August 2001, Linz
- 2000 m: 4:56,86 min, 31. August 2001, Berlin
- 3000 m: 7:28,72 min, 27. August 2006, Rieti
- 5000 m: 12:48,66 min, 18. August 2006, Zürich